# Erdmuthe Sophia van Saksen

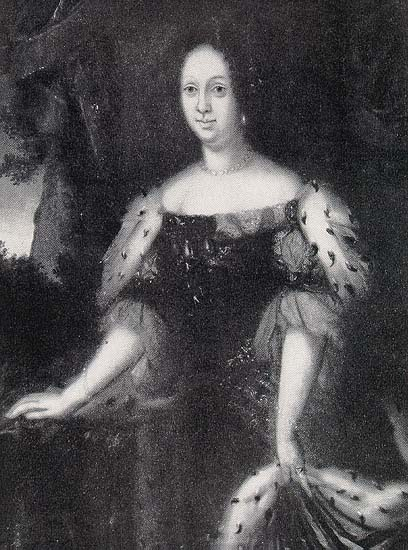
Erdmuthe Sophia van Saksen

Erdmuthe Sophia van Saksen (Dresden, 25 februari 1644 - Bayreuth, 22 juni 1670) was een prinses van Saksen bij geboorte en door haar huwelijk met Christiaan Ernst van Brandenburg-Bayreuth markgravin van Brandenburg-Bayreuth. De markgravin was een dichter van kerkliederen, schrijver en historicus.

## Leven
Erdmuthe was een dochter van keurvorst Johan George II van Saksen (1613-1680) en Magdalena Sybilla van Brandenburg-Bayreuth, een dochter van markgraaf Christiaan van Brandenburg-Bayreuth. De prinses werd erg zorgvuldig onderwezen. Bij haar educatie was onder andere theoloog Jakob Welle betrokken. Op elfjarige leeftijd schreef Erdmuthe kerkliederen en hield ze zich bezig met de kerkgeschiedenis. Ze trouwde op 29 oktober 1662 met markgraaf Christiaan Ernst van Brandenburg-Bayreuth. Het huwelijk werd uitbundig gevierd. Zowel zangeres Sigmund van Birken als zanger Giovanni Andrea Bontempi gaven een voorstelling.
Tijdens haar huwelijk met Christiaan bleef Erdmuthe zich bezighouden met wetenschappelijke aangelegenheden. De markgravin stond bekend als een van de meest onderwezen vrouwen van die periode. Erdmuthe overleed op 26-jarige leeftijd en werd in de Stadskirche van Bayreuth begraven. Het huwelijk was kinderloos gebleven. De Sophienberg nabij Bayreuth werd naar de markgravin vernoemd. Tussen 1663 en 1668 werd op deze berg het Slot Sophienberg gebouwd